# NGC 2303
NGC 2303 في الفهرس العام الجديد، هي مجرة، تقع في كوكبة ممسك الأعنة. اكتشفت في 24 نوفمبر 1886 بواسطة لويس سويفت.

## روابط خارجية
- NGC 2303 على موقع ويكي سكاي: DSS2, SDSS, GALEX, IRAS, Hydrogen α, X-Ray, Astrophoto, Sky Map, Articles and images